# А група 1990/91
Сезон 1990/91 е 67-ото издание на най-горната дивизия в българския шампионат по футбол. Групата е съставена от 16 отбора, играе се всеки срещу всеки в две срещи на разменено гостуване. За победа се начисляват 2 точки, за равенство 1, а за загуба не се начисляват точки. Отборите заели последните две места отпадат в Б група. Новите отбори в групата са Миньор (Перник), Янтра (Габрово) и Хасково. Актуален шампион е ЦСКА (София).

## Участващи отбори
Отборите са подредени по азбучен ред.
| Отбор      | Населено място  | Треньор           | Капитан           | Екипировка | Спонсор      |
| ---------- | --------------- | ----------------- | ----------------- | ---------- | ------------ |
| Берое      | Стара Загора    | Борис Ангелов     | Гошо Гинчев       | Адидас     | няма         |
| Ботев      | Пловдив         | Динко Дерменджиев | Петър Зехтински   | ABM        | DINPAM       |
| Дунав      | Русе            | Добромир Жечев    | Николай Боянов    | Адидас     | няма         |
| Етър       | Велико Търново  | Георги Василев    | Николай Донев     | Адидас     | Rodopa Impex |
| Левски     | София           | Васил Методиев    | Калин Банков      | Адидас     | Пепси        |
| Локомотив  | Горна Оряховица | Петър Кирилов     | Левент Гавазов    | Пума       | няма         |
| Локомотив  | Пловдив         | Михаил Георгиев   | Георги Димитров   | ABM        | няма         |
| Локомотив  | София           | Данко Роев        | Павел Дочев       | Пума       |              |
| Миньор     | Перник          | Евлоги Банчев     | Румен Андонов     | Пума       | SEMPERIT     |
| Пирин      | Благоевград     | Борис Николов     | Николай Гавалюгов |            |              |
| Славия     | София           | Петър Миладинов   | Александър Марков | Умбро      | MAXWELL      |
| Сливен     | Сливен          | Кирил Ивков       | Петър Иванов      | Адидас     | няма         |
| Хасково    | Хасково         | Стоян Китов       | Димчо Марков      |            |              |
| ЦСКА       | София           | Аспарух Никодимов | Трифон Иванов     | Адидас     | няма         |
| Черноморец | Бургас          | Тотко Дремсизов   | Любомир Шейтанов  |            |              |
| Янтра      | Габрово         | Димитър Алексиев  | Даниел Яков       |            | TAURUS       |

## Обобщение на сезона
Изявен фаворит преди началото на сезона е ЦСКА (София), който триумфира с титлата в предходните две кампании и преследва трети пореден трофей. „Армейците“ обаче започват ужасяващо, като след първите 4 кръга са на последно място със само 1 спечелена точка. В същото време силно се представят Етър и Славия. Във Велико Търново треньорът Георги Василев гради стабилен и тактически грамотен отбор от няколко сезона, а „белите“ имат сериозен финансов благодетел в лицето на британския магнат от еврейски произход Робърт Максуел. След есенния полусезон Славия е лидер с 21 точки пред Етър, който има 20. По-назад с по 16 пункта са ЦСКА, Локомотив (София) и Ботев (Пловдив). Водачът във временното класиране обаче вече е без Максуел зад гърба си, който през ноември загива при трагичен инцидент. В същото време търновци продават голямата си звезда Красимир Балъков за 890 000 долара на Спортинг (Лисабон), но използват по най-добрия начин факта, че са подценявани от съперниците.
Етър продължава със стабилните изяви и през пролетта, докато в Славия има спад. В 20-ия кръг столичани губят с 0:1 гостуването си на аутсайдера Хасково и са изместени на първата позиция от „болярите“, които разбиват с 4:0 като гост регионалния си противник Локомотив (Горна Оряховица). Те не изпускат лидерството до края на сезона, а точката при гостуването на Черноморец в 28-ия кръг (1:1) им осигурява титлата. За четвърти път в историята на А група извънстоличен отбор е шампион на страната. На второ място в класирането се нарежда ЦСКА, а Славия се задоволява с бронзовите медали. Голмайсторският приз в първенството с 21 попадения печели Ивайло Йорданов от Локомотив (Горна Оряховица), който след края на сезона става съотборник с Балъков в португалския Спортинг.

## Любопитни факти
- През февруари 1991 г. в А група заиграват първите двама южноамерикански футболисти. ЦСКА привлича колумбийския национал Бернардо Редин, участвал на световното първенство Италия'90, както и неговият сънародник Карлос Пимиенто.[4]
- Украинският нападател на Етър Игор Кислов става първият чужденец в историята, който печели титлата в А група.

## Класиране
| Отбор | Отбор                    | М  | П  | Р  | З  | Г.Р.  | Г.Р. | Т  |
| ----- | ------------------------ | -- | -- | -- | -- | ----- | ---- | -- |
| 1     | Етър (Велико Търново)    | 30 | 18 | 8  | 4  | 49:21 | +28  | 44 |
| 2     | ЦСКА (София) (ш)         | 30 | 14 | 9  | 7  | 51:28 | +23  | 37 |
| 3     | Славия (София)           | 30 | 14 | 9  | 7  | 48:29 | +19  | 37 |
| 4     | Локомотив (София)        | 30 | 13 | 10 | 7  | 50:36 | +14  | 36 |
| 5     | Ботев (Пловдив)          | 30 | 12 | 10 | 7  | 49:41 | +8   | 36 |
| 6     | Левски (София)           | 30 | 12 | 9  | 9  | 51:38 | +13  | 33 |
| 7     | Черноморец (Бургас)      | 30 | 11 | 8  | 11 | 41:50 | -9   | 30 |
| 8     | Локомотив (Г. Оряховица) | 30 | 13 | 3  | 14 | 42:39 | +3   | 29 |
| 9     | Берое (Стара Загора)     | 30 | 10 | 7  | 13 | 38:41 | -3   | 27 |
| 10    | Миньор (Перник) (н)      | 30 | 10 | 7  | 13 | 36:44 | -8   | 27 |
| 11    | Локомотив (Пловдив)      | 30 | 9  | 9  | 12 | 34:42 | -8   | 27 |
| 12    | Пирин (Благоевград)      | 30 | 11 | 4  | 15 | 38:40 | -2   | 26 |
| 13    | Сливен                   | 30 | 9  | 8  | 13 | 39:49 | -10  | 26 |
| 14    | Янтра (Габрово) (н)      | 30 | 9  | 8  | 13 | 31:44 | -13  | 26 |
| 15    | Дунав (Русе)             | 30 | 8  | 6  | 16 | 23:42 | -19  | 22 |
| 16    | Хасково (н)              | 30 | 7  | 3  | 20 | 27:63 | -36  | 17 |

## Голмайстори
| Футболист       | Отбор          | Голове |
| --------------- | -------------- | ------ |
| Ивайло Йорданов | Локомотив (ГО) | 21     |
| Петър Михтарски | Левски (София) | 18     |
| Йордан Лечков   | Сливен         | 18     |

## Състав на шампиона Етър
Преди началото на сезона треньорът на Етър Георги Василев привлича в състава трима полузащитници от Б група – Александър Димов от Шумен, Андриян Гайдарски от Павликени и Александър Александров от Осъм (Ловеч). Нападението пък е подсилено от украинеца Игор Кислов, пристигнал от Ворскла (Полтава). „Болярите“ са на път да изпуснат една от звездите си Красимир Балъков, който започва подготовка с ЦСКА и дори сключва договор с тима. Това обаче води до стачки и бунтове във Велико Търново. В крайна сметка Балъков се завръща в Етър. От ЦСКА изтеглят депозирания в БФС договор, тъй като в противен случай го заплашва 2-годишно наказание. Халфът пропуска само първите 4 кръга.
Василев залага на схема 4-4-2 с подчертан афинитет към офанзивна игра на двамата крайни защитници. Титуляр на вратата е опитният Николай Донев, който носи и капитанската лента. В центъра на защитата играят Цветомир Първанов и Ангел Червенков. Десен бек е Пламен Проданов, а ляв бек Цанко Цветанов. В средата на халфовата линия действат Александър Димов и Георги Попиванов. Бързоногият Илиян Киряков играе вдясно, а вляво е ситуиран Балъков. След трансферът му в Спортинг през зимата на неговата позиция се разчита основно на Андриян Гайдарски. Като тежък таран действа най-вече Игор Кислов (понякога заменян от Мирослав Байчев). До украинеца оперира маневреният Бончо Генчев, който става голмайстор на състава през кампанията с 15 попадения.
| Етър 1990/91           | Етър 1990/91 | Етър 1990/91 |
| Футболист              | Мачове       | Голове       |
| Вратари:               | Вратари:     | Вратари:     |
| ---------------------- | ------------ | ------------ |
| Николай Донев          | 26           | 0            |
| Калоян Чакъров         | 5            | 0            |
| Защитници:             |              |              |
| Цветомир Първанов      | 29           | 1            |
| Цанко Цветанов         | 29           | 0            |
| Пламен Проданов        | 28           | 3            |
| Ангел Червенков        | 27           | 3            |
| Халфове:               |              |              |
| Илиян Киряков          | 30           | 8            |
| Александър Димов       | 30           | 1            |
| Георги Попиванов       | 26           | 3            |
| Андриян Гайдарски      | 22           | 1            |
| Генчо Генчев           | 16           | 1            |
| Александър Александров | 16           | 1            |
| Сашо Христов           | 15           | 1            |
| Красимир Балъков*      | 11           | 3            |
| Георги Георгиев        | 3            | 0            |
| Нападатели:            |              |              |
| Бончо Генчев           | 27           | 15           |
| Игор Кислов            | 21           | 4            |
| Мирослав Байчев        | 18           | 3            |
| Петър Рашев            | 7            | 1            |
| Мариян Метларов        | 3            | 0            |
| Старши треньор:        |              |              |
| Георги Василев         |              |              |